# Vilazodone
Vilazodone, được bán dưới tên Viibryd và các thương hiệu khác, là một loại thuốc dùng để điều trị rối loạn trầm cảm chính. Trong khi nó đang được nghiên cứu cho chứng rối loạn lo âu tổng quát, nghiên cứu như vậy đã dừng lại vào năm 2017. Nó được uống qua miệng.
Các tác dụng phụ thường gặp bao gồm buồn nôn, tiêu chảy và khó ngủ. Tác dụng phụ nghiêm trọng có thể bao gồm tự tử ở những người dưới 25 tuổi, hội chứng serotonin, chảy máu, hưng cảm và SIADH. Một hội chứng cai thuốc có thể xảy ra nếu giảm liều nhanh chóng. Sử dụng trong khi mang thai và cho con bú thường không được khuyến khích. Nó nằm trong nhóm thuốc điều hòa serotonin và được cho là hoạt động như một SSRI và chất kích hoạt của thụ thể 5-HT 1A.
Vilazodone đã được chấp thuận cho sử dụng y tế tại Hoa Kỳ vào năm 2011. Nó không được chấp thuận ở các quốc gia khác kể từ năm 2016. Tại Hoa Kỳ, chi phí bán buôn cho một tháng dùng thuốc là khoảng 261 USD. Năm 2016, đây là loại thuốc được kê đơn nhiều thứ 278 tại Hoa Kỳ với hơn một triệu đơn thuốc.

## Sử dụng trong y tế
Theo hai thử nghiệm kéo dài tám tuần ở người lớn, vilazodone có phản ứng chống trầm cảm sau một tuần điều trị. Sau tám tuần, nó cho kết quả cao hơn 13% so với giả dược. Tuy nhiên, tỷ lệ thuyên giảm không khác biệt đáng kể so với giả dược.
Theo nhân viên của FDA, "không biết liệu vilazodone có bất kỳ lợi thế nào so với các loại thuốc khác trong nhóm thuốc chống trầm cảm hay không." 
Sự phát triển cho chứng rối loạn lo âu tổng quát (GAD) đã bị dừng lại kể từ năm 2017. Mặc dù có bằng chứng dự kiến về một lợi ích nhỏ trong GAD, thuốc này có tỷ lệ tác dụng phụ cao.